# Hiroo Onoda
Hiroo Onoda (小野田 寛郎?, Onoda Hiroo; Kainan, 19 marzo 1922 – Tokyo, 16 gennaio 2014) è stato un militare giapponese, noto perché dopo quasi 29 anni dalla fine della seconda guerra mondiale, nel 1974, nella giungla sull'isola filippina di Lubang, venne arrestato perché si rifiutava di credere che la guerra fosse finita.
Questo fa di lui uno degli ultimi soldati fantasma giapponesi della seconda guerra mondiale, arresosi 7 mesi prima di Teruo Nakamura.

## Biografia
Il tenente Onoda era un membro della classe di comando Futamata Bunkō (二俣 分校?) della scuola militare di Nakano, addestrato come guerrigliero. Il 26 dicembre 1944 fu inviato nell'isola di Lubang, Filippine, con il compito, insieme con i soldati già ivi presenti, di ostacolare l'avanzata nemica. Aveva ricevuto l'ordine di non arrendersi, a costo della sua stessa vita. Il 28 febbraio 1945 l'isola subì un attacco nemico che annientò quasi tutte le milizie nipponiche, la maggior parte di cui si era già nascosta nell'isola per evitare ritorsioni. Onoda e tre commilitoni, Yuichi Akatsu, Shoichi Shimada e Kozuka Kinshichi, si nascosero tra le montagne.
Akatsu però, nel 1949, dapprima abbandonò il gruppo di soldati e poco dopo decise spontaneamente di arrendersi. I suoi racconti convinsero la diplomazia nipponica a cercare di far arrendere anche i restanti tre soldati che erano rimasti alla macchia; perciò nel 1952 vennero lanciate da un aereo lettere e foto di famiglia per cercare di convincere i soldati fantasma a cessare le ostilità. Tuttavia la notizia della fine del conflitto non venne presa come attendibile dai tre soldati alla macchia e il gruppetto nipponico finì per considerare falsi quei documenti: Onoda e i suoi compagni rimasero quindi sull'isola, continuando la missione e combattendo contro gli abitanti dell'isola, nascosti nella giungla. I tre vissero di furti di viveri e vestiti dei cittadini filippini.

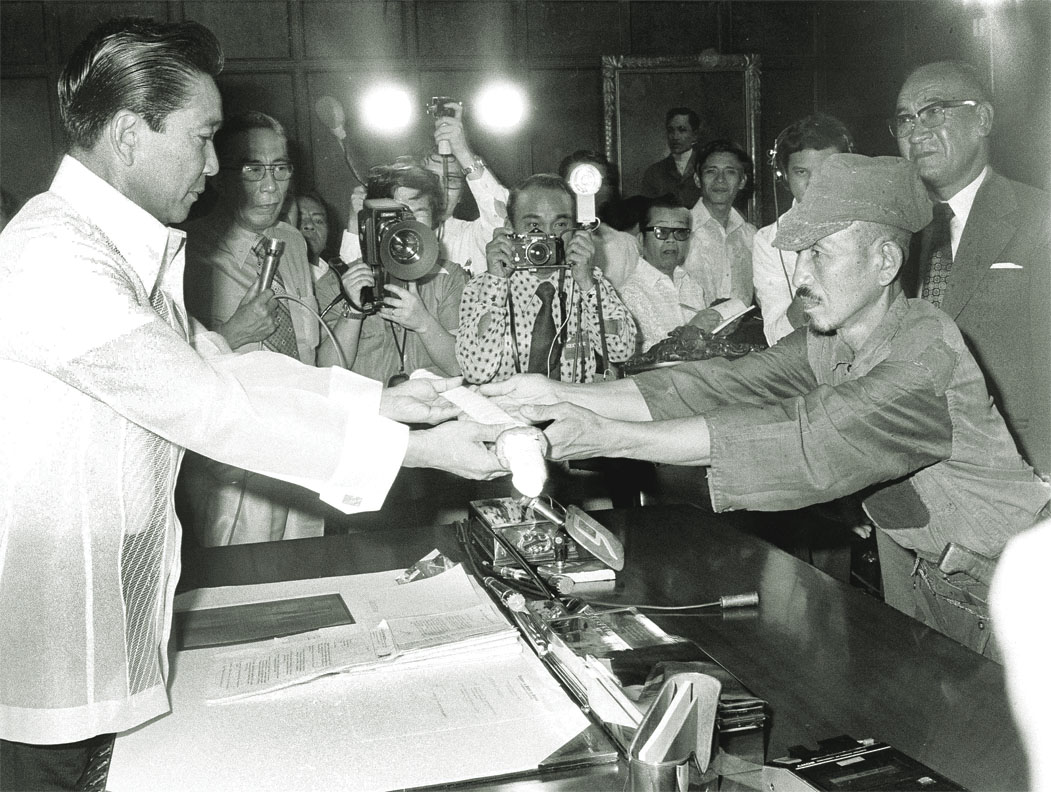
Hiroo Onoda consegna le armi al presidente Marcos dopo essersi arreso

Uno dei tre, Shimada, finì per perire nel 1954 durante uno scontro a fuoco, mentre in Giappone Onoda venne dichiarato legalmente deceduto nel 1959. Nel 1972, sempre in seguito ad uno scontro a fuoco, anche Kozuka venne ucciso. Onoda rimase quindi da solo e da quel momento furono diversi i tentativi di rintracciarlo: nel 1972 tramite la sorella e degli amici e nel 1973 tramite il padre, che morì poco dopo. Il 20 febbraio 1974, dopo quattro giorni di ricerche, il giapponese Norio Suzuki ritrovò Onoda. Successivamente Suzuki fece ritorno in Giappone con le foto del militare e convinse l'ufficiale diretto superiore di Onoda, il maggiore Yoshimi Taniguchi, a recarsi sull'isola per convincerlo. Ottenuta l'amnistia dal presidente Marcos, Onoda ritornò in Giappone e venne accolto con tutti gli onori dal governo.
Onoda però emigrò nel 1976 in Brasile, come suo fratello Toshirō, a causa della difficoltà a riambientarsi: lì si occupò dell'allevamento del bestiame, e sposò l'anno seguente Machie Onoku, un'insegnante della cerimonia del tè giapponese. Precedentemente aveva scritto un libro sui suoi anni nella giungla, intitolato Waga Ruban-shima no 30nen sensō (わがルバン島の30年戦争?) in originale e Non mi arrendo nell'edizione italiana. Nel 1984 tornò in Giappone e fondò la scuola Shizen Juku Onoda ("Scuola Naturale Onoda"): in precedenza, si era già impegnato nell'insegnamento ai bambini. Nel 1996 ritornò a Lubang, donando oltre 10.000 dollari a una scuola elementare. Morì il 16 gennaio 2014 in un ospedale a Tokyo per insufficienza cardiaca.

## Controversie
Nelle sue biografie, Hiroo Onoda non menzionò mai gli attacchi da lui commessi contro gli abitanti di Lubang, limitandosi a riportare gli scontri a fuoco iniziati dagli abitanti dell'isola in cui erano morti i suoi compagni. La richiesta di compensazione dell'isola per i 30 cittadini uccisi non ebbe effetto, né Onoda dimostrò mai pentimento o rimorso per le sue azioni. Nell’emisfero occidentale, generalmente si riporta solo la versione di Onoda della storia, la quale riflette sulla posizione del Giappone nella seconda guerra mondiale, sminuendo o tralasciando le sofferenze inflitte ad altre popolazioni.

## Riferimenti nella cultura di massa
- Carlo Lucarelli ha raccontato la storia di Hiroo Onoda nella puntata del 17 gennaio 2011 di Dee Giallo su Radio Deejay[8].
- Nel film Chi trova un amico trova un tesoro del 1981 con Bud Spencer e Terence Hill, il personaggio di Kamasuka è ispirato a Hiroo Onoda.
- L'episodio 118 della serie anime Le nuove avventure di Lupin III prende spunto proprio dalle vicende di Onoda.
- La vicenda di Onoda è narrata anche nell'album Nude dei Camel.
- Dalla sua vicenda è stato tratto un film presentato al festival di Cannes 2021, dal titolo "Onoda - 10.000 notti nella giungla"[19].
- La storia di Onoda viene raccontata dallo scrittore statunitense Mark Manson nel libro La sottile arte di fare quello che c***o ti pare. Il metodo scorretto (ma efficace) per liberarsi da persone irritanti, falsi problemi e rotture di ogni giorno e vivere felici.
- La storia di Onoda è raccontata nel libro di Werner Herzog 'Il Crepuscolo del Mondo' ed. Feltrinelli.